# Zajtra bude neskoro
Zajtra bude neskoro je československo-sovětský respektive slovensko-běloruský válečný film z roku 1972, který pojednává o krátkém několikaměsíčním výseku ze života slovenského důstojníka a partyzánského velitele kapitána Jána Nálepky v roce 1943. Režii snímku měl Martin Ťapák a Alexander Karpov, hlavní roli hrál Milan Kňažko. Film byl svým námětem a zpracováním značně poplatný době svého vzniku, tedy období normalizace po roce 1968.
Děj filmu se odehrává v Bělorusku v rozmezí několika měsíců od konce zimy v roce 1943 až do května 1943.

## Filmový štáb
- režie: Martin Ťapák, Alexander Karpov
- hudba: Svetozár Stračina
- námět a scénář: Miloš Krno, Anatolij Delendik
- kamera: Viktor Svoboda, Sergej Petrovskij
- výprava-architekt: Anton Krajčovič, Jevgenij Gankin
- kostýmy: Milan Čorba
- střih: Maxmilián Remeň
- zvuk: Ondrej Polomský, Nikolaj Vedenejev

## Hrají
- Milan Kňažko – kapitán Ján Nálepka
- Oldo Hlaváček – Nálepkův důstojnický sluha Martin
- Michal Dočolomanský – důstojník Wehrmachtu Brauniss
- Jozef Budský – důstojník Wehrmachtu Laube
- Mikuláš Huba – velitel 101. slovenského pluku Lányi
- Juraj Sarvaš – Hirner
- Ivan Rajniak – Čaniak
- Anton Mrvečka – Hobza
- Bronislav Križan – důstojník Priesol
- Jozef Majerčík – Čaplovič
- Jozef Kroner – běloruský učitel
- Jaroslav Ďuríček – Kramer
- Juraj Kováč – slovenský voják
- Nonna Morďukova – Běloruska Kuzurka
- Jevgenija Vetlova – běloruská medička a partyzánka Věra
- Maja Bulgakova – běloruská žena
- Anton Ulický – Pavlík
- Štefan Turňa – Ryšavý